# Пимен (Белоликов)
Епископ Пи́мен (в миру Пётр Заха́рович Белоли́ков; 5 [17] ноября 1879, деревня Васильевское, Новгородская губерния — 16 сентября 1918, близ города Верный, Семиреченская область, ТурАССР, РСФСР) — епископ Русской православной церкви, епископ Семиреченский и Верненский, викарий Туркестанской епархии.
Причислен к лику святых Русской православной церкви в 2000 году.

## Биография
Родился в семье священника Захарии Ивановича Белоликова и его супруги Марии Ивановны. Брат — Василий, будущий профессор Московской богословской академии. Племянник — Антонин, будущий доктор технических наук.
С детских лет был духовно близок к святому Иоанну Кронштадтскому.
Окончил Кирилловское духовное училище в 1894 году, Новгородскую духовную семинарию в 1900 году, Киевскую духовную академию в 1904 году со степенью кандидата богословия (тема кандидатской работы: «Отношение Вселенских Соборов к творениям церковных писателей»).
7 августа 1903 года принял монашеский постриг с именем Пимен. Затем возведён в сан иеродиакона, с 3 июня 1904 года — иеромонаха.

### Миссионер
12 августа 1904 года назначен в Урмийскую православную духовную миссию на северо-западе Персии.
С 7 июля 1906 года — помощник начальника Урмийской миссии.
Быстро изучил древнесирийский и новосирийский языки, тюркские наречия и проповедовал среди сирийских несториан, перешедших в православие, защищал их интересы перед персидскими властями, преподавал в училище при миссии, занимался научными трудами, переводил раннехристианские сирийские тексты (в частности, «Сказание о славных делах Раббулы, епископа благословенного города Ургэй (Едессы)» — биографию древнего сирийского святого, боровшегося против несторианства, «Житие блаженного Мар-Евгена, начальника иноков страны Низибийской на горе Изла»). Издавал миссийский журнал «Православная Урмия». Написал небольшую книгу «Православная Урмия в годы персидских смут» (Киев, 1911). Работал над магистерской диссертацией об одном из древнесирийских письменных источников.
С 6 сентября 1908 года возведён в сан игумена.
С 3 марта 1911 года — ректор Александровской Ардонской духовной семинарии с возведением по должности в сан архимандрита. Уделял много времени воспитанникам, преподавал курс Нового Завета, восстанавливал расстроенный бюджет семинарии. Занимался духовным просвещением православных осетин.
Постепенно у архимандрита Пимена крепло намерение вернуться в Миссию. Кроме этого, в это время в Персии начались беспорядками и волнения. Вновь понадобились опыт и знания отца Пимена.
С 25 июля 1912 года — вновь помощник начальника Урмийской миссии.
С 8 октября 1914 года — ректор Пермской духовной семинарии. Был соратником правящего архиерея Пермской епархии епископа Андроника (Никольского). Руководил трезвенническим движением в городе. В хронике проводов владыки Пимена из Перми в 1916 году указывалось: «Он был истинным пастырем, был бессребреником, помогал направо и налево».
7 июля 1916 года назначен начальником Урмийской духовной миссии с возведением в сан епископа. 6 августа 1916 года в Петрограде хиротонисан во епископа Салмасского. Перед отъездом в Урмию вновь побывал в Перми.

### Архиерей в Семиречье
С 3 июля 1917 года — епископ Семиреченский и Верненский, викарий Туркестанской епархии.
Прибыл в город Верный 11 октября 1917 года. Возобновил проведение народных чтений и бесед, по воспоминаниям большевиков народ шёл к нему с утра до вечера. Его авторитет был так велик, что советская власть серьёзно опасалась «двоевластия» в Семиречье. Осудил декрет о гражданском браке, добивался сохранения преподавания в школах Закона Божия. Организовал детский духовный кружок. Летом 1918 года воспрепятствовал изъятию церковных ценностей из кафедрального собора.
На страницах издававшейся в Китае, в Кульдже, и нелегально распространявшейся по Семиречью газеты «Свободное слово» поддерживал Белое движение и призывал к вступлению в его ряды. В своих проповедях призывал народ молиться «об избавлении от супостата». Осудил расстрел царской семьи. В то же время на Пасху 1918 года посетил раненых красногвардейцев в больнице Красного Креста.

### Мученическая кончина
16 сентября 1918 года в дом владыки ворвались красноармейцы из карательного отряда Ивана Мамонтова, отозванного с Семиреченского фронта. Епископа посадили на тачанку и увезли в загородную рощу Баума, где убили. Его тело было глубокой ночью тайно погребено верующими в парке рядом с кафедральным собором справа от семейного склепа Семиреченского генерал-губернатора Г. А. Колпаковского.
Позднее представители большевистской власти дистанцировались от этого преступления. Так, в романе «Мятеж» (1925) писатель-большевик Дмитрий Фурманов писал: «Безотчётность, безответственность… хулиганство мамонтовского отряда дошло, например, до того, что из домашней церкви пьяной ватагой был выхвачен архиерей и за городом расстрелян без суда, без предъявления должных обвинений». По другим данным, убийство владыки было согласовано с местными руководящими советскими работниками, по тайному распоряжению Верненского исполкома и оформлено решением «полевого суда».

## Семья
- Отец — священник Захария Иванович Белоликов
- Мать — Мария Ивановна, дочь священника Иоанна Орнатского, двоюродного племянника епископа Пензенского и Саратовского Амвросия.
- Братья:
  - Александр (1867—1906) — священник в городе Череповце, кандидат богословия.
  - Павел (1871—1920) — священник в Череповецком и Белозерском уездах.
  - Иван (1873—1937) — священник Рдейской женской пустыни, настоятель Георгиевской церкви Старой Руссы, протоиерей («патриаршей» юрисдикции). Расстрелян.
  - Николай (1881—1936) — преподаватель духовного училища в Красном Холме Тверской губернии, кандидат богословия, отец Антонина Белоликова (1912-2000), заведующего кафедрой прикладной геодезии Ленинградского горного института;
  - Алексей (1883—1937) — священник в родном селе Васильевском, протоиерей («обновленческой» юрисдикции). Расстрелян.
  - Василий (1887—1937) — профессор богословия Киевской духовной академии, деятель обновленческого движения, затем в 1934 году, когда порвал с обновленцами). Расстрелян.
- Сёстры:
  - Надежда Иванова (1875-?)
  - Анна Диаконова (1877—1906)
- Двоюродные братья:
  - Владимир Орнатский (1893—1977) — доктор медицинских наук, профессор ЛИУВ
  - Иван Орнатский (1886—1971) — доктор медицинских наук, профессор ГМИ
  - Николай Орнатский (1895—1964) — доктор технических наук, профессор МАДИ и МГУ, создатель курса и соавтор учебника «Механика грунтов».

## Почитание и Канонизация
Имя епископа Пимена было внесено в черновой список поимённый новомучеников и исповедников российских при подготовке канонизации, совершённой РПЦЗ в 1981 году. Канонизация при этом не была поименной, а список новомучеников был издан только в конце 1990-х годов.
Канонизован как местночтимый святой Алма-Атинской епархии Русской православной церкви 12 октября 1997 года. На месте гибели епископа установлен гранитный обелиск.
Причислен к лику святых новомучеников и исповедников Российских на Архиерейском соборе Русской православной церкви в августе 2000 года для общецерковного почитания.
На звоннице алма-атинского Вознесенского собора в год 2000-летия Рождества Христова в день памяти священномученика Пимена (16 сентября) был установлен стопудовый колокол, который назван «Пимен».
С 18 ноября по 2 декабря 2023 года в духовно-культурном центре Казахстанского митрополичьего округа имени митрополита Иосифа (Чернова) в г. Алма-Ате по благословению митрополита Астанайского и Казахстанского Александра состоялась выставка, посвященная епископу Верненскому и Семиреченскому Пимену (Белоликову).

## Награды
Ордена:
- Святой Анны 3-й степени (1908);
- Святой Анны 2-й степени (1912);
- Святого Владимира 4-й степени (1915);
- Святого Владимира 3-й степени (1916, по ходатайству епископа Андроника[10])[11].